# Мазанкина, Анастасия Ярославовна
Анастаси́я Яросла́вовна Маза́нкина (дев. фамилия Васи́льева; род. 28 сентября 1976, Ленинград) — российская пианистка, концертмейстер оперы, общественный деятель. Президент Фонда поддержки и развития музыкального и театрального искусства «Классика без границ», член Российской общенациональной секции Международного общества музыкального образования при ЮНЕСКО.

## Биография
Анастасия Мазанкина родилась в Ленинграде в семье потомственных музыкантов. Отец — Ярослав Александрович Васильев — советский пианист и педагог, мать — Людмила Николаевна Иванова — советская и российская пианистка, концертмейстер оперы, педагог. Дед — Александр Борисович Васильев — советский пианист, вёл класс фортепиано и камерного ансамбля в Ленинградской Ордена Ленина государственной Консерватории имени Н. А. Римского-Корсакова, двоюродный дед, Валерий Борисович Васильев советский пианист, Заслуженный артист РСФСР, лауреат Международного конкурса пианистов имени Ф. Листа, вёл класс специального фортепиано в школе при Ленинградской Консерватории.
С 5 лет Анастасия Мазанкина начала заниматься музыкой, поступив в Санкт-Петербургскую детскую музыкальную школу имени С. С. Ляховицкой по классу фортепиано. В 1991 году поступила в Санкт-Петербургское музыкальное училище имени Н. А. Римского-Корсакова в класс специального фортепиано Заслуженного работника культуры Российской Федерации Светланы Васильевны Карзиной, в класс концертмейстерского мастерства и камерного ансамбля Татьяны Ивановны Дедик.
Окончив с отличием музыкальное училище, в 1995 году поступила в Санкт-Петербургскую государственную консерваторию имени Н. А. Римского-Корсакова в класс специального фортепиано Заслуженного артиста Российской Федерации, профессора Валерия Степановича Вишневского, в класс концертмейстерского мастерства Заслуженной артистки Российской Федерации, профессора Ирины Александровны Шараповой. Также проходила обучение в классе камерного ансамбля Заслуженной артистки Российской Федерации, профессора Елены Вениаминовны Семишиной.
В том же 1995 году Анастасия Мазанкина была приглашена на вокально-режиссёрский факультет Петербургской Консерватории в качестве концертмейстера, где работала в вокальных классах таких педагогов, как Народный артист Северной Осетии-Алании, Народный артист Узбекской ССР Грайр Грайрович Ханеданьян, Народный артист Российской Федерации Валерий Николаевич Матвеев, доцент Валентина Николаевна Гаген и многих других. В качестве концертмейстера принимала участие в мастер-классах Народной артистки СССР, лауреата Государственной премии РСФСР им. М. И. Глинки, профессора Елены
Образцовой, Народного артиста СССР, лауреата Государственной премии СССР Николая Охотникова, Народного артиста Российской Федерации Владимира Чернова и других.
Будучи ещё студенткой, в качестве ответственного концертмейстера осуществила целый ряд оперных постановок в Театре оперы и балета Петербургской Консерватории. На протяжении своей творческой и профессиональной деятельности сотрудничала с такими музыкантами, как Народный артист РСФСР, художественный руководитель Симфонического оркестра Баварского радио Марис Янсонс, Народный артист Российской Федерации, художественный руководитель и главный дирижёр Государственного симфонического оркестра Республики Татарстан Александр Сладковский, Народный артист республики Северная Осетия-Алания, музыкальный руководитель и главный дирижёр Большого театра России Туган Сохиев, художественный руководитель и главный дирижёр Пермского театра оперы и балета имени П. И. Чайковского Теодор Курентзис, лауреат международных премий, художественный руководитель и главный дирижёр Санкт-Петербургского академического симфонического оркестра «Ensemble» Михаил Черниговский, Заслуженный деятель искусств Российской Федерации Алексей Степанюк, Заслуженная артистка Российской Федерации Вероника Джиоева, Заслуженный артист Российской Федерации Евгений Никитин и многие другие.
В качестве пианистки и концертмейстера гастролировала во многих странах мира, где выступала на лучших филармонических площадках.
10 марта 2022 на сцене Санкт-Петербургской государственной академической филармонии имени Д. Д. Шостаковича в рамках VII Международного фестиваля «Классика без границ» состоялся концерт — творческий вечер, посвящённый 25-летию творческой деятельности пианистки. В творческом вечере приняли участие Заслуженная артистка России Яна Иванилова Яна Иванилова], лауреат премии Правительства Санкт-Петербурга Мария Литке, Заслуженный артист Республики Карелия Владимир Целебровский, лауреаты международных конкурсов Владислав Мазанкин, Александр Барклянский и другие.
В 2018 году проходила обучение в Московском государственном университете имени М.В. Ломоносова по программе факультета глобальных процессов..
В 2023 году избрана в состав Российской общенациональной секции Международного общества музыкального образования при ЮНЕСКО.

## Общественная деятельность
С 2015 года ведёт общественную деятельность, развивая культуру во многих регионах России и приобщая молодёжь к классическому искусству. В этом же году была избрана генеральным директором творческого объединения «Nota Bene!». Также ведёт просветительскую деятельность в области поддержки талантливых детей и молодёжи. Под её руководством и участии ежегодно проводится более 200 просветительских концертов с участием молодых исполнителей на ведущих концертных площадках городов России.
С 2016 года — основатель и президент Фонда поддержки и развития музыкального и театрального искусства «Классика без границ» и художественный руководитель Международного музыкального фестиваля «Классика без границ». Также Анастасия Мазанкина основатель целого ряда престижных музыкальных конкурсов, среди которых Международный конкурс классического сольного исполнительства «Nota Bene!», Всероссийский конкурс старинного русского романса имени А. А. Алябьева, Международный конкурс памяти Н. К. Метнера и многие другие.

## Благотворительная деятельность
Помимо основной деятельности, занимается благотворительными проектами, организовывая благотворительные театральные фестивали, среди которых «Дворцы Санкт-Петербурга — детям» и «Сказка без границ», проводящиеся при участии воспитанников детских домов и интернатов. Также проводит проекты для поддержки детей с ограниченными физическими возможностями из разных городов России, занимающихся творческой деятельностью.

## Семья
Супруг — российский оперный певец (тенор) — Владислав Владиславович Мазанкин.
Воспитывает троих детей.

## Награды и премии
- Лауреат I Международного музыкального фестиваля-конкурса «Три века классического романса» (2003)
- обладатель звания «Лучший концертмейстер» Третьего Международного конкурса молодых оперных певцов «Санкт-Петербург» (2007)
- награждена дипломом «За профессионализм и высокий уровень подготовки конкурсной программы» на Международном конкурсе-фестивале «Петербургская весна» (2011)
- Благодарность ректората Санкт-Петербургской государственной консерватории имени Н.А. Римского-Корсакова «за оказанное содействие в проведении XVI Международного конкурса имени П.И. Чайковского (2019)
- награждена Благодарственным письмом Мурманской областной Думы «за высокий профессионализм, укрепление межрегиональных культурных связей и особый вклад в развитие образования в сфере культуры и искусства в Мурманской области» (Распоряжение Мурманской областной Думы № 203-БП от 21 апреля 2021 г.)
- награждена Благодарственным письмом Министерства культуры Мурманской области «за высокий профессионализм и особый личный вклад в развитие культуры и искусства Мурманской области» (2020)
- награждена Всероссийской общественной организацией Героев, Кавалеров Государственных наград и Лауреатов Государственных премий «Трудовая доблесть России» почётным знаком отличия «Трудовое отличие» (2022)
- награждена Почётной грамотой депутата Законодательного собрания Санкт-Петербурга «за высокий профессионализм в работе, добросовестный труд, безупречную организацию гала-концерта лауреатов 7-го Международного юношеского конкурса классического сольного исполнительства „Nota Bene!“ в рамках 7-го международного фестиваля „Классика без границ“» (2022)
- награждена Почётной грамотой депутата Законодательного собрания Санкт-Петербурга «за выдающиеся личные заслуги в развитии культуры и искусства в Санкт-Петербурге, сохранение традиций русской музыки, плодотворную профессиональную деятельность, а также в связи с 320-летием со дня основания Санкт-Петербурга» (2023)
- награждена Благодарственным письмом Законодательного собрания Ленинградской области «за активное участие в реализации социально значимых и творческих проектов и программ в Ленинградской области» (2023)
- отмечена благодарственными письмами общественных организаций и государственных структур Российской Федерации